# ユピテル・オプティムス・マキシムス、ユーノー、ミネルウァ神殿

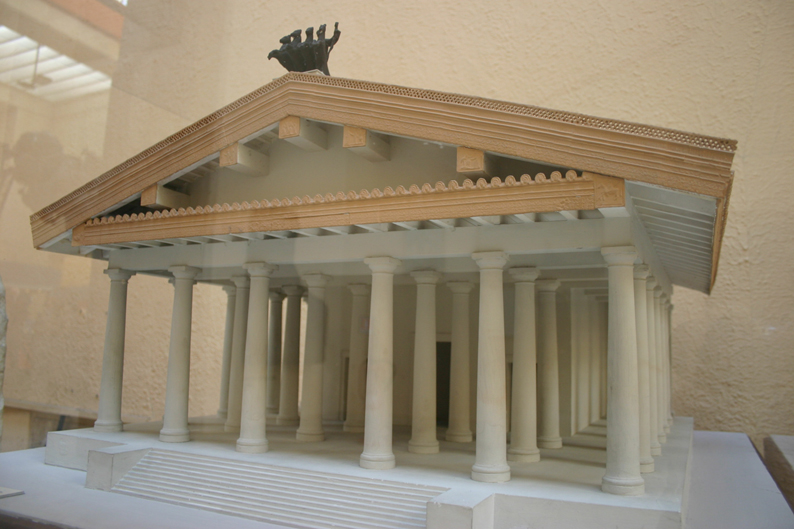
ローマのカピトリヌスにあったユピテル神殿（復元模型）

カピトリウムのユピテル神殿、またはカピトリウム神殿（―しんでん、英語: Capitoline Temple、ラテン語: Aedes Iovis Optimi Maximi Capitolini）は、カピトリヌス丘陵（現カピトリーノ）にあった古代ローマの神殿。現在は基礎部分が一部のみ残っている。
カピトリヌスの三神（至高神ユピテル、ユーノー、そしてミネルウァ）を祀り、共和政ローマ、およびローマ帝国において、国家第一の格式を誇る神殿として尊重された。ローマでは、この神殿の奉献年を以て、執政官名によって年を表す年代表が導入されたと信じられた。

## 歴史

### 建設

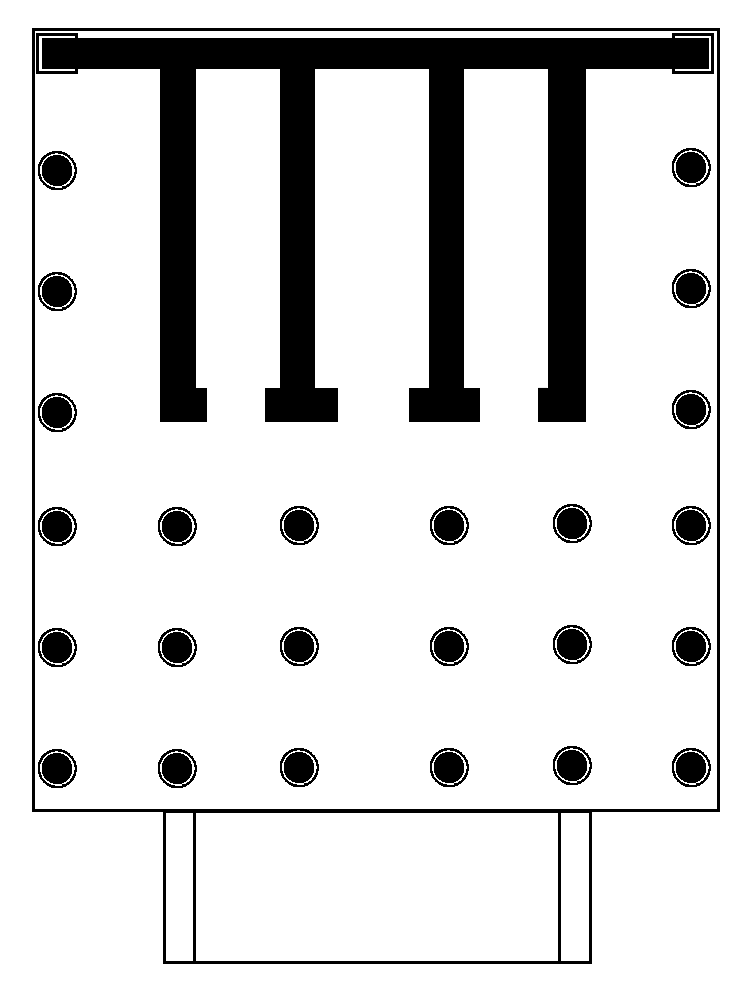
神殿の平面図
前面に深い軒とユピテル、ユーノー、ミネルウァを奉る3つの祭室を持つことがわかる

ユピテル神殿の創建については、その多くが後の時代のローマの伝統によって脚色され、確かなことは分からない。発掘された陶片などから、この神殿が建設されるよりも前から、カピトリヌスには小規模な神殿が存在していたことが分かっている。
ティトゥス・リーウィウスによれば、カピトリヌスの丘に神殿を建設する計画は、ルキウス・タルクィニウス・プリスクスの時代に構想され、サビニ人との戦争の後に基礎工事が行われた。しかし、本格的な工事は、ルキウス・タルクィニウス・スペルブスによって行われ、ユピテル神の座所とするために、当時すでに存在していた小祠は、鳥占いによってテルミヌス神のもの以外は撤去された。神殿の建築にはエトルリア各地から職人が呼び寄せられ、プレプス（平民）も動員された。リウィウスによれば、その基礎工事だけで銀4万リーブラもしくは40タレントゥムが費やされたという。テラコッタ装飾はウェイイの彫刻家ウゥルカによって作成されたとされる。
周囲から発掘された陶片により、紀元前6世紀末から、芸術活動はウェイイーに極めて強い影響を受けるようになったことが知られており、ウェイイーの職人がこの神殿の建築において重要な役割を担ったことは、考古学的にも裏付けられる。

### 共和政期
神殿は紀元前509年の補充執政官マルクス・ホラティウス・プルウィルスによって奉献された。リウィウスによれば、同僚執政官プブリウス・ウァレリウス・プブリコラとどちらが奉献するかクジ引きで決めたといい、プルータルコスによれば、プブリコラに嫉妬した貴族たちが、彼の不在中にホラティウスを焚き付けて奉献させたとし、その日付は9月のイードゥース（9月13日）であるという。ハリカルナッソスのディオニュシオスによれば、同盟市戦争の頃まで、神殿の地下にある石の箱の中に『シビュラの書』を保管していたという。
元老院は以前から戦争を熱望しており、準備に余念がなかったが、このような堅固で利便性の良い都市（ウティカ）を手に入れたことで、その目的を隠そうとしなくなった。彼らはユピテル神殿（戦争に関する議題を話し合うのに良く使われていた）に集まると、カルタゴへの宣戦布告を決議した。—アッピアノス、『ローマ史』75（第三次ポエニ戦争）
共和政時代、新年の執政官就任式がカピトリヌスの丘で開かれ、ユピテル神殿で誓いを立てるのが習慣となり、更に神殿に元老院が召集され、属州やローマ軍団の割り当てが決定されていた。また、同盟国の使節もやってきて、まず元老院に許可を得て、ユピテルに生け贄を捧げていたが、それ以外の時期にも使われ、紀元前155年に、アテナイから罰金減額の交渉のため、3人の哲学者がやってきた時も、ユピテル神殿で元老院を開いて迎えている。紀元前133年、ティベリウス・グラックスがユピテル神殿を占領したことがあり、紀元前121年には、執政官ルキウス・オピミウスが神殿に元老院を招集し、ガイウス・グラックスを糾弾したようなことも起っている。
アッピアノスによれば、紀元前83年、イタリア半島に戻ってきたルキウス・コルネリウス・スッラが、当時の両執政官を下してローマに迫る中、スッラに合流しようとする元老院議員たちを、グナエウス・パピリウス・カルボが公敵宣言したとき、カピトリヌスの丘が焼失し、カルボの仕業とも、スッラ派によるとも言われていたという。このとき、シビュラの書なども焼けてしまった。争乱の後に独裁官としてローマの実権を握ったスッラは、直ちに神殿の再建を指示し、その際、工事が停止していたアテナイのオリンピエイオンから輸送された石材を、神殿の柱として使用したことが知られている。再建された神殿は紀元前69年、クィントゥス・ルタティウス・カトゥルス・カピトリヌスが奉献した。
紀元前57年、キケロの追放取り消しの議題のため、ユピテル神殿に元老院議員417人が集まったことは有名で、同年9月には、食糧不足解決のため、グナエウス・ポンペイウスに穀物供給の任を与えるかどうかが神殿で話し合われ、マルクス・アントニウスはカエサル暗殺後の紀元前44年、独裁官廃止を決めるための会議や、オクタウィアヌスに公敵宣言をするための会議を召集しており、重要な議題をユピテル神の前で扱うという、劇的な政治的効果を狙って、元老院の議場に選ばれる傾向があったようだ。

### 帝政期
これは、ローマ建国以来、最も悲惨で、最も恥ずべき行いであった。・・・ユッピテル・オプティムス・マクシムスの家を、・・・ローマを占領したポルセンナも、ガッリア人も手を出すことが出来なかったあの神殿を、皇帝たちの狂気が破壊した。公然と包囲し、公然と焼き払ったのだ。・・・カエサルたちの偉大な建築の中にあって、ウィテリウスの時代までルタティウス・カトゥルスの名は残っていた。その神殿が焼けてしまったのだ。—タキトゥス、『同時代史』3.72
帝政ローマ時代に入ると、元老院が召集されることは滅多になくなり、カリグラ暗殺後の44年と、ゴルディアヌス1世死後の238年の2回だけである。神殿は、ウェスパシアヌスの武装蜂起に際し（69年）、ウィテリウス帝によって、ウェスパシアヌスの兄であるフラウィウス・サビヌスとともに焼き払われた。ウェスパシアヌスが再建させたが、これも80年の火災によって破壊され、ドミティアヌス帝によって神殿は再建された。その後400年間以上、完全な状態で保持され続けたと考えられる。しかし、5世紀以降の神殿の記録はなく、ガイセリックの侵略時、あるいはゴート戦争時に神殿は焼失し、そのまま放棄されたようである。

## 構造

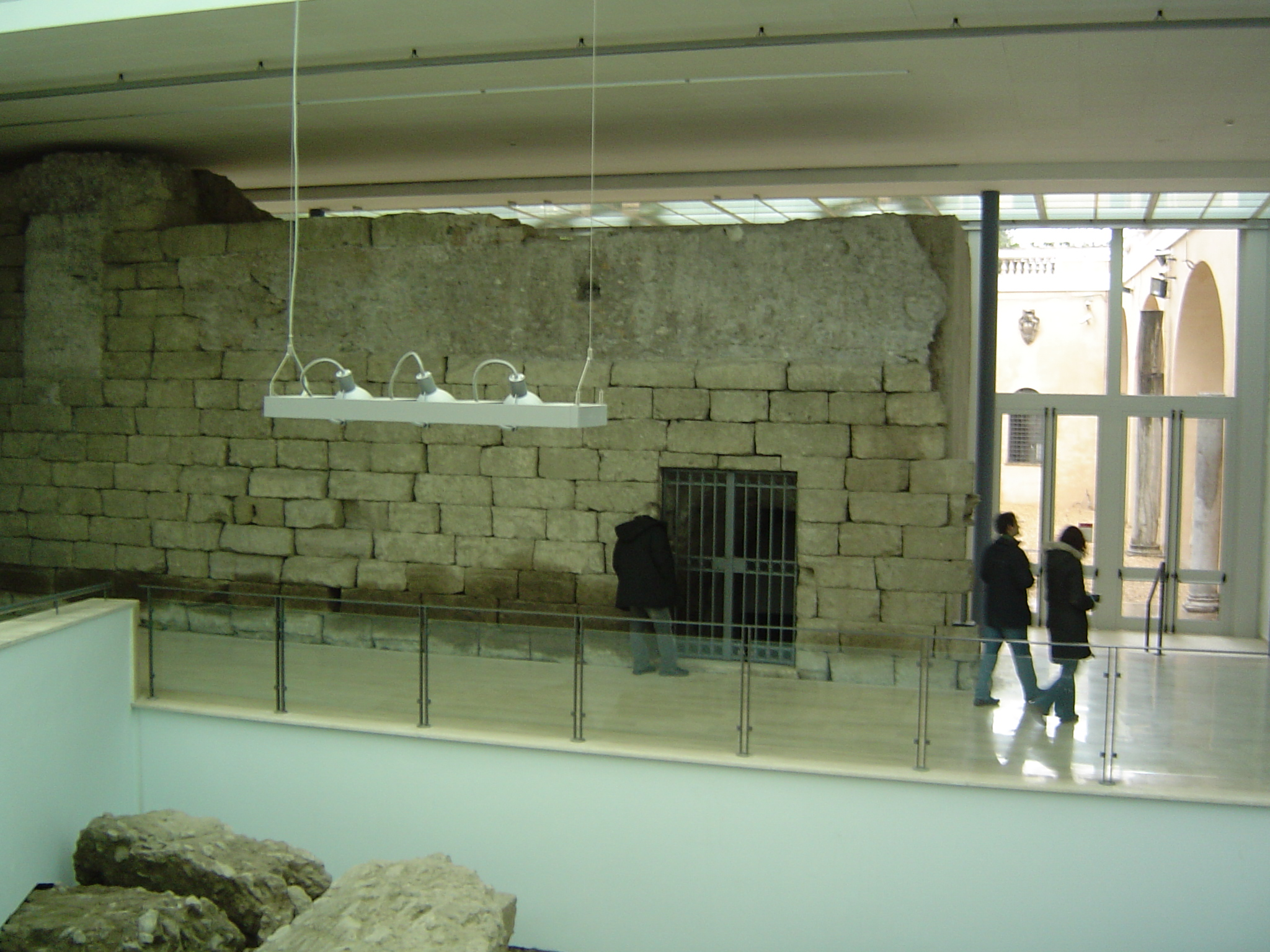
美術館内にある基礎構造

1919年に発見された下部構造から、神殿の基壇（ポディウム）の大きさは62m×53mであることが分かっている。神殿の構成は円柱の直径を基本単位としており、円柱径1に対し、正面寸法21、奥行寸法24、中央内陣5、両側の内陣4、内陣の奥行12などとなっている。軒は深く、中央にユピテル、その両側にユーノー、ミネルウァのための専用の内陣が存在する。その構成はエトルリア建築に由来するが、同時代のものとしては、エトルリア全域を含めた中部イタリアにおいて、知られている限り最も大きい。
最初の神殿には、彩色と多くのテラコッタ装飾が施され、その頂きにはウェイイの職人ウゥルカによるとされる、クアドリガを駆るユピテル神像があった。この神像は、後の火災などによって失われたが、そのモティーフは再建されても維持され続けた。ドミティアヌスが再建した神殿は、青銅製の屋根瓦に金箔を施し、これだけで少なくとも12,000タラントンの黄金を使用したと伝えられている。扉にも金箔が施され、神像は象牙と黄金で造られた。屋根の上にはマルス神とウェヌス神、そして両端にはクアドリガを操る神の像が配置されていた。ペディメントには、玉座のユピテルをユーノーとミネルウァが囲み、その脚下に、翼を広げる鷲の像が配置され、これらをクアドリガで太陽と月を運ぶ神が囲んでいた。